# Rathaus (Coimères)

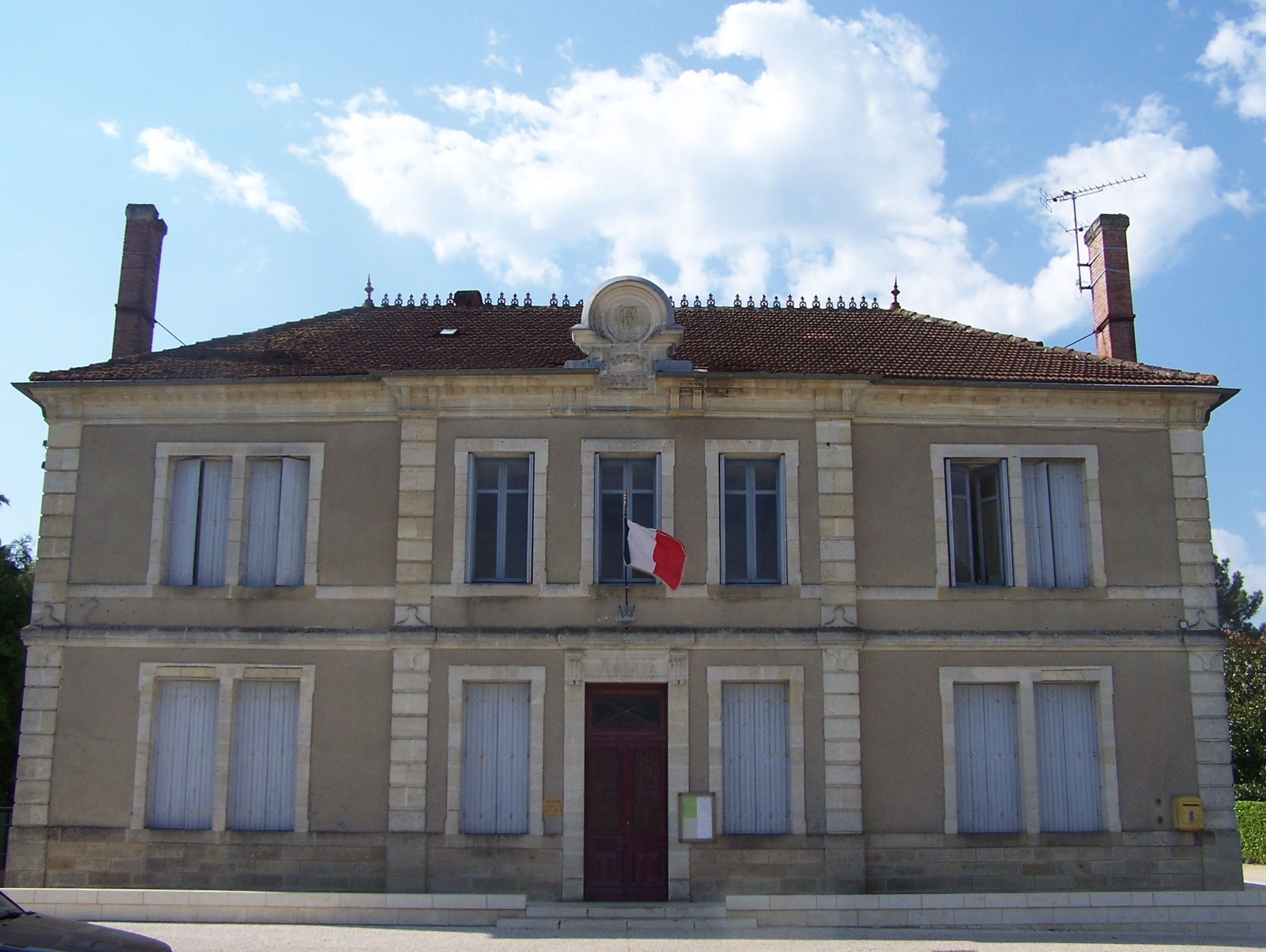
Rathaus in Coimères

Das Rathaus (französisch Mairie) in Coimères, einer französischen Gemeinde im Département Gironde in der Region Nouvelle-Aquitaine, wurde von 1907 bis 1913 errichtet. 
Im zweigeschossigen Rathaus aus Kalksteinmauerwerk mit Eckquaderung befand sich ursprünglich auch die Schule der Gemeinde. Der Walmdachbau besitzt sieben Fensterachsen an der Straßenseite. Die mittleren drei Achsen sind risalitartig leicht vorgezogen. Im Obergeschoss befand sich bis zum Neubau der Schule hinter dem Rathaus die Wohnung des Lehrers.